# Первомайский (Каменский район)
Первома́йский — хутор в Каменском районе Ростовской области.
Входит в состав Груциновского сельского поселения.

## Население
| 2010 |
| ---- |
| 183  |

## Улицы
| - ул. Луговая, - ул. Малиновская, - ул. Низовая, - ул. Песчаная, | - ул. Придорожная, - ул. Романовская, - ул. Центральная, - ул. Чапуровская. |